# Camilo Ospina
Camilo Alfonso de Jesús Ospina Bernal (Bogotá, 23 de diciembre de 1959) es un abogado, político y diplomático colombiano, miembro del Partido Conservador Colombiano. 
En el gobierno de Álvaro Uribe Vélez se desempeñó como Ministro de Defensa hasta el año 2006. Después fue designado embajador de Colombia en la Organización de Estados Americanos.
Actualmente es profesor de Derecho y Economía en la Universidad del Rosario y socio de la firma de abogados OPEBSA Compañía de Abogados.

## Biografía
Hijo de Alfonso Ospina Rodríguez e Isabel Bernal. Bachiller del Liceo de Cervantes, promoción de 1977 y abogado egresado de la Facultad de Jurisprudencia de la Universidad del Rosario en Bogotá especialista en derecho administrativo en la misma universidad. Ha sido docente, investigador y vicedecano de la Universidad del Rosario, asesor jurídico de la Dirección General de Presupuesto del Ministerio de Hacienda y Crédito Público, Secretario General del Ministerio de Hacienda y Crédito Público y consultor del Programa de las Naciones Unidas para el Desarrollo.Durante su trayectoria en la academia ha sido docente de la Universidad del Rosario, Universidad de los Andes (Colombia), Universidad de La Sabana,Universidad Externado de Colombia y la Pontificia Universidad Javeriana.
Se graduó como abogado de la Universidad del Rosario y tiene un posgrado en derecho administrativo en esa misma universidad. También ha realizado estudios de derecho económico, derecho tributario y hacienda pública, disciplinas que ha enseñado en centros de educación superior. Su preparación en esas áreas lo llevó a participar en proyectos de investigación y asesoría para entidades estatales y privadas en los últimos diez años.

## Trayectoria política
Ha desempeñado múltiples cargos en los sectores público y privado, en donde se destacan el de Embajador de Colombia ante la Organización de Estados Americanos, Ministro de la Defensa Nacional en el gobierno de Álvaro Uribe, Secretario Jurídico de la Presidencia de la República, Secretario General del Ministerio de Hacienda y Crédito Público, Vicedecano de la Universidad Colegio Mayor de Nuestra Señora del Rosario.

### Ministro de Defensa
El presidente Álvaro Uribe Vélez designó el 20 de julio de 2005 a Camilo Ospina como Ministro de Defensa Nacional. En el tiempo como Ministro de Defensa fue cuando se perpetró la Masacre de Jamundí, donde un comando del Ejército de Colombia atacó un cuerpo élite de la DIJIN, de la policía colombiana, enviado a un operativo antinarcóticos, el 22 de mayo de 2006 en el municipio de Jamundí. 
Siendo Ministro de Defensa inició el sistema de recompensas a militares por la muerte de guerrilleros que derivó en el escándalo de civiles asesinados por miembros del Ejército de Colombia, conocido en ese país como el escándalo de los falsos positivos.
Se destaca en el paso de Ospina por esa cartera el fortalecimiento de la política de Seguridad Democrática con la disminución  de homicidios, secuestros y delitos comunes

### Embajador de Colombia en la OEA
En julio de 2006 fue designado Embajador, Representante Permanente de Colombia ante la Organización de los Estados Americanos (OEA), en Washington. Como embajador en la Organización de Estados Americanos Ospina fue destacado por sus intervenciones denunciando a Nicaragua y específicamente a Daniel Ortega de proteger, promover y hacer apología a grupos terroristas, esto con motivo de que el gobierno nicaragüense decidiera dar asilo político a dos integrantes del grupo de las FARC que se hallaban en el campamento de alias Raúl Reyes.
Así mismo, Camilo Ospina hizo parte de la defensa del gobierno de Álvaro Uribe Vélez ante los gobiernos de Venezuela, Ecuador y Nicaragua tras la Operación Fénix en contra del jefe de las FARC alias Raúl Reyes, se añade a esto las críticas al gobierno venezolano de Hugo Chávez por rendir homenajes a jefes de las FARC. En el año 2006 Ospina denunció que en Venezuela se extraía uranio de dos minas que tenían como fachada unas  fábricas industriales, Chávez por su parte le trató de loco frente a esas acusaciones.

### Miembro de la Comisión Redactora de la Ley 1508 de 2012 (Asociaciones Público Privadas)
En el año 2012, fue designado por el Gobierno Nacional como Miembro de la comisión redactora de la Ley 1508 de 2012, por medio de la cual se estableció el régimen jurídico de las Asociaciones Público Privadas (APP), que consiste en un instrumento de vinculación de capital privado, que se materializa en un contrato entre una Entidad Estatal y una persona natural o jurídica de Derecho Privado, para la provisión de bienes públicos y de sus servicios relacionados, que involucra la retención y transferencia de riesgos entre las partes y mecanismos de pago, relacionados con la disponibilidad y el nivel de servicio de la infraestructura y/o servicio.

### Socio fundador de OPEBSA S.A. Compañía de abogados.
Opebsa creada en el año 2009 como una asociación de prestigiosos abogados en Bogotá, unía a expertos en derecho privado encabezados por Jorge Pinzón López, Segismundo Méndez y Juan Carlos Bernal con expertos en derecho público encabezados por Camilo Ospina y Fernán Bejarano. Con el paso del tiempo se consolidó como asesor del estado, experta en regulación, área de amplia experiencia de los Doctores Ospina y Bejarano, igualmente como unas de las oficinas más importantes del país en el área de contratación pública.

## Controversias

### Convenio con la Fiscalía General de la Nación
En junio del año 2006 firmó un convenio interadministrativo entre el Ministerio de Defensa y la Fiscalía General de la Nación para que las investigaciones en operaciones militares fueran conocidas en primer lugar por la Justicia Ordinaria; dicho convenio fue demandado en el 2009 ante el Consejo de Estado. En defensa  se argumentó que el convenio no modificó en ningún modo el alcance del artículo 221 de la Constitución relativo al fuero penal militar, por tanto no tiene fundamento señalar que se debilitó con el Acuerdo el fuero penal militar y que además se garantiza con este la preservación de la prueba técnico científica es mayor si se tiene en cuenta que hoy un levantamiento de una cadáver, en el marco de una operación militar, se hace en el lugar de los hechos por parte del CTI o de la DIJIN y no en las cabeceras municipales de las poblaciones.

### Recompensas por resultados militares
Siendo Ministro de Defensa inició el sistema de recompensas a militares por resultados militares que se relacionó en el escándalo de civiles asesinados por miembros del Ejército de Colombia, conocido en ese país como el escándalo de los falsos positivos. El escándalo de los falsos positivos en Colombia es como se conoce a las revelaciones hechas a finales de 2006 sobre el involucramiento de miembros del Ejército de Colombia en el asesinato de civiles inocentes, haciéndolos pasar como guerrilleros muertos en combate dentro del marco del combate a grupos armados irregulares que vive el país. Estos asesinatos tenían como objetivo presentar resultados por parte de las brigadas de combate.